# 유종성
유종성(1964년 6월 30일 - )은 대한민국의 기업인이다. 주식회사 컴테크컨설팅 최고관리책임자(CAO·Chief Administrative Office) 및 건설워커 이사를 맡고 있다.

## 학력
- 신한대학교 세무회계과 졸업

## 경력
- 1999년 ∼ 컴테크컨설팅 이사
- 1997년 ~  건설워커 이사
- 1991년 ∼1994년 반도제약 관리부